# ルベンス・フェルナンド・モエディム
ルビーニョ (Rubinho) こと、ルベンス・フェルナンド・モエディム（Rubens Fernando Moedim, 1983年8月4日 - ）は、ブラジル・サンパウロ出身の元サッカー選手。現役時代のポジションはGK。
インテル・ミラノやバイエル・レヴァークーゼンなどに所属していたMFゼ・エリアスは実兄。

## 経歴
ブラジルの名門SCコリンチャンス・パウリスタにてキャリアをスタートさせ、セリエBのエラス・ヴェローナFCにレンタル移籍。2005年、ポルトガルのヴィトーリア・セトゥーバルに移籍。
2006年にセリエAの古豪・ジェノアCFCへ移籍。アレッシオ・スカルピから定位置を奪うと、鋭い反応と抜群の安定感でクラブのセリエA昇格に貢献、自身の評価を高めた。
2009年8月5日、ジェノア残留を拒否したためマルコ・アメリアとのトレードでUSチッタ・ディ・パレルモへ移籍した。しかし若いサルヴァトーレ・シリグにポジションを奪われ、2010年2月1日にフランチェスコ・ベヌッシとのトレードでASリヴォルノ・カルチョへレンタル移籍。8月31日にはトリノFCへレンタル移籍した。シーズン終了後パレルモに復帰したが、再編を進めるクラブにあってトップクラスの給与を受け取っていたため戦力外の扱いを受ける。他クラブへの移籍を拒否し残留したが状況は変わらず、12月16日に双方合意のもと契約を解除した。
2012年8月29日、アレクサンダー・マンニンガーの退団で第3GKを探していたユヴェントスFCと1年契約を結んだ。2016年7月1日、契約満了に伴い退団した。
新シーズンは無所属の状態で迎えたが、12月14日にディアマンテ・クリスピーノが負傷離脱していたカルチョ・コモへ加入。1か月後の翌月14日、マッティア・ペリンが前十字靭帯を断裂したジェノアに急遽復帰した。
シーズン終了に伴いイタリアを去ると、2018年1月よりアヴァイFCへ加入し12年振りに母国へ復帰した。

## タイトル
ユヴェントス
- セリエA : 2012-13, 2013-14, 2014-15, 2015-16
- コッパ・イタリア : 2014-15, 2015-16
- スーペルコッパ・イタリアーナ : 2013, 2015